# Mladen Krstajić
Mladen Krstajić (in serbo Младен Крстајић?; Zenica, 4 marzo 1974) è un allenatore di calcio ed ex calciatore serbo fino al 2003 jugoslavo e al 2006 serbo-montenegrino, di ruolo difensore.

## Carriera
Mladen Krstajić è nato a Zenica in Bosnia ed Erzegovina da genitori serbi (la madre era di Bijeljina, il padre di Žabljak). Dopo aver giocato nelle giovanili del Čelik Zenica, Krstajić si trasferì a Kikinda, in Serbia, nel 1992, a seguito della guerra civile in Bosnia-Erzegovina. Una volta in Serbia iniziò a giocare con l'OFK Kikinda, per poi trasferirsi, nel 1995, al Partizan, dove restò fino al 2000.
Nel 2000 si trasferì nel campionato tedesco, prima al Werder Brema poi, nel 2004, allo Schalke 04.
Krstajić ha fatto parte della difesa della Nazionale serba che durante la fase di qualificazione ai Mondiali 2006 subì solo un gol. Gli altri componenti di tale difesa furono Goran Gavrančić della Dinamo Kiev, Nemanja Vidić del Manchester Utd e Ivica Dragutinović del Siviglia.
Nel 2009 si trasferisce al Partizan.

## Palmarès

### Giocatore

#### Competizioni nazionali
- Coppa di Lega tedesca: 1

Schalke 04: 2005
- Campionati di Serbia: 2

Partizan Belgrado: 2009-2010, 2010-2011
- Coppe di Serbia: 2

Partizan Belgrado: 2009-2010, 2010-2011

#### Competizioni internazionali
- Coppa Intertoto UEFA: 1

Schalke 04: 2004